# Fujiko Fujio
Ne doit pas être confondu avec Fujiko F. Fujio ou Fujiko Fujio A.
Fujiko Fujio (藤子不二雄, Fujiko Fujio) est un duo de mangaka constitué de Motoo Abiko (安孫子 素雄, Abiko Motoo) (1934-2022) et de Hiroshi Fujimoto (藤本 弘, Fujimoto Hiroshi) (1933-1996). À leur séparation en 1987, chacun garda cette identité, Fujimoto ajoutant (F) puis F., et Abiko (A).
En 1963, le duo obtient le Prix Shōgakukan pour Susume Roboketto et Tebukuro Tecchan, puis le même prix dans la catégorie jeunesse en 1982 pour Doraemon.

## Œuvres

### Fujiko Fujio
- Obake no Q-tarō (オバケのQ太郎?) (1964–1966, 1971–1974)

### Fujiko F. Fujio
- Perman (en) (パーマン?) (1967–1968, 1983–1986)
- 21emon (21エモン?) (1968)
- Mojacko (モジャ公?) (1969–1970)
- Ume Boshi Denka (ja) (ウメ星デンカ?) (1969)
- Doraemon (ドラえもん?) (1969–1996)
- Jungle Kurobe (ジャングル黒べえ?) (1973)
- Kiteretsu Daihyakka (キテレツ大百科?) (1974–1977)
- Hitoribocchi no Uchū Sensō (ひとりぼっちの宇宙戦争?) (1975)
- Bakeru-kun (バケルくん?) (1976)
- Esper Mami (エスパー真美?) (1977–1982)
- TP Bon (T・Pぼん?) (1978)
- Pokonyan (ポコニャン?) (1978)
- Chimpui (チンプイ?) (1985–1991)

### Fujiko Fujio (A)
- Ninja Hattori-kun (忍者ハットリくん?) (1964–1972)
- Kaibutsu-kun (怪物くん?) (1965–1969)
- Warau Salesman (笑ゥせぇるすまん?) (1968–1971)
- Matarō ga Kuru!! (魔太郎がくる!!?) (1972–1975)
- Pro Golfer Saru (プロゴルファー猿?) (1974–1980)
- Manga Michi (まんが道?) (1977–1982)
- Ultra B (ウルトラB?) (1984–1989)
- Parasol Henbee (パラソルヘンべえ?) (1989–1991)

## Histoire
Les deux auteurs sont nés au Japon, dans la préfecture de Toyama. En 1944, ils se retrouvent dans la même école primaire et se découvrent une passion commune pour le dessin. Ils commencent a produire des mangas pour différents éditeurs à leur entrée au lycée et publient leur premier manga, Tenshi no Tama-chan (天使の玉ちゃん), dans Mainichi Shougakusei Shinbun en 1952.
Après avoir terminé leurs études en 1952, ils trouvent chacun un emploi : Fujimoto dans une confiserie et Abiko dans un journal local. Fujimoto démissionne à cause d'une blessure, ce qui lui permet de s'investir dans la création de mangas. En 1953, le duo - alors connu sous le pseudonyme d’« Ashizuka Fujio » - publie Utopia: The Last World War (UTOPIA—最後の世界大戦, UTOPIA: Saigo no Sekai Taisen),.
En 1954, ils s'installent à Tōkyō pour devenir mangaka professionnels et forment le groupe New Manga Party (新漫画党, Shin Manga-to) avec Hirō Terada (ja) avant de rejoindre Tokiwasō,.
Ils s'occupent tous les deux à la fois du scénario et des dessins, cas extrêmement rare dans les duos de mangaka. Ils créent également des titres en solo, publiés sous leur pseudonyme commun. Leur dernier titre écrit à deux est à Obake no Q-Tarō (« Q-Tarô le fantôme »), de 1964 à 1966. En 1987, le duo prend la décision de se dissoudre et Fujimoto commence à signer ses mangas du nom de Fujiko Fujio F, et Abiko sous le nom de Fujiko Fujio A. Fujimoto publie alors essentiellement des mangas pour enfants, dont Doraemon, et Abiko des mangas d’humour noir et de fantastique.

## Influences
Le travail d'Osamu Tezuka sur La Nouvelle Île au trésor a eu un impact[pas clair] alors qu'ils étaient au collège (entre 1946 et 1948).

## Distinctions
Le duo reçoit pour Doraemon le Prix d'Excellence de l'Association des auteurs de bande dessinée japonais ainsi que le Prix du ministre de l'éducation en 1994.
Leur pseudonyme est aussi utilisé de manière non officielle depuis 1980 comme titre de la catégorie Enfant du Prix du Nouvel Auteur des éditions Shōgakukan.

## Sources